# ناحیه کلینتون، شهرستان لناوی، میشیگان
ناحیه کلینتون (به انگلیسی: Clinton Township) یک منطقهٔ مسکونی در ایالات متحده آمریکا است که در شهرستان لناوی، میشیگان واقع شده‌است.
 ناحیه کلینتون ۴۷٫۰ کیلومتر مربع مساحت و ۳٬۶۲۴ نفر جمعیت دارد و ۲۶۷ متر بالاتر از سطح دریا واقع شده‌است.